# 漢和辭典
漢和辞典是以日語解說漢字、漢語（漢字詞）的辭典。本文中也併述與之類似的漢字辭典、漢語辭典（漢語辞典）等。

## 概說
多數的漢和辭典將漢字按部首及音訓分類，部首按筆畫數從小到大排列，同部首的漢字按部首外畫数排列（即康熙字典順）。現在，熟語的首字按漢字條目排列，第二字及以後按五十音順排列成為了漢和辭典的主流。

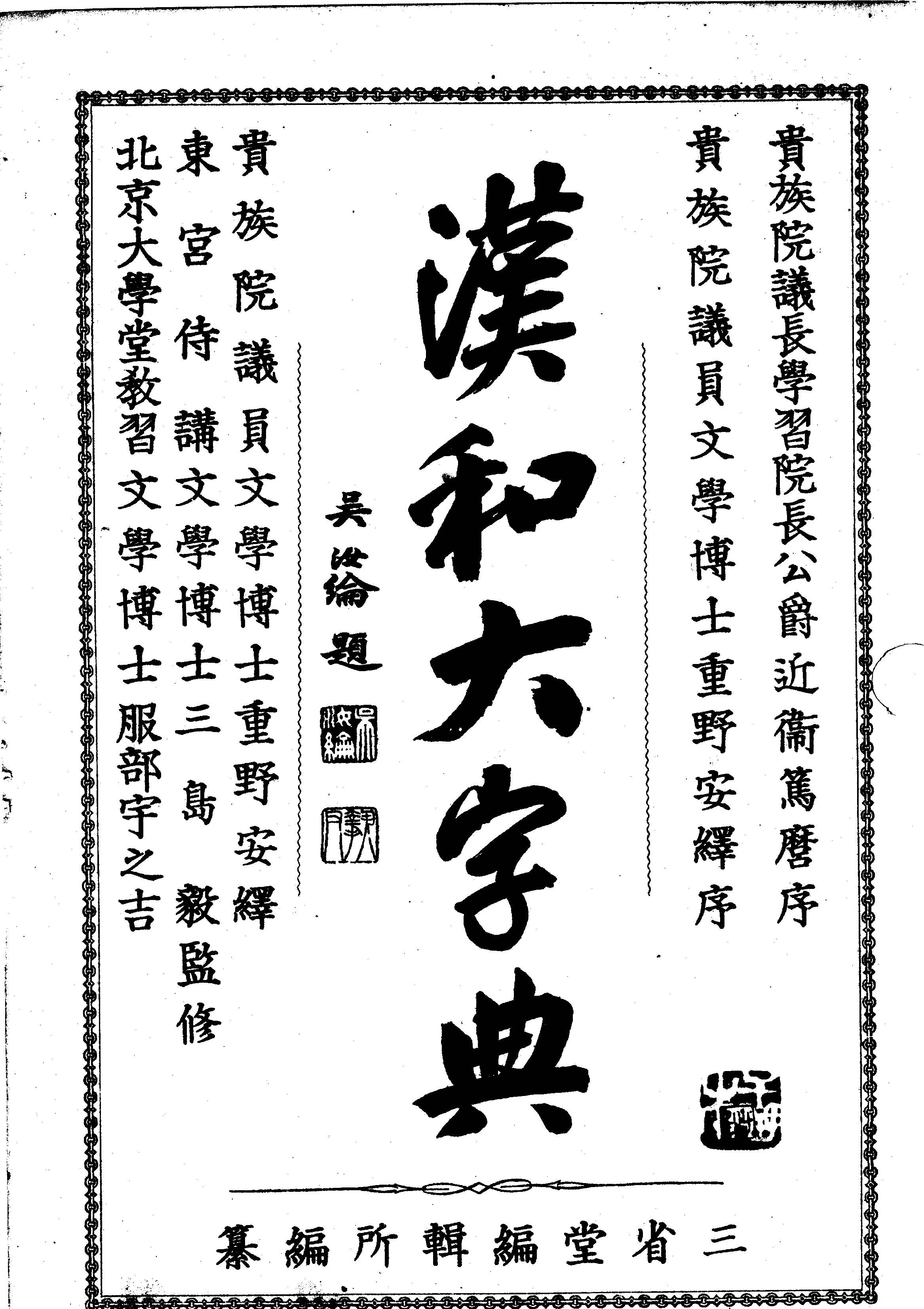
漢和大字典（三省堂・1903年）

不過亦有以五十音順排列漢字的《字通》（平凡社），以及將漢字和熟語一併按五十音順排列的（三省堂）等條目排列方式不同的漢和辭典。又，日本最早的漢和辞典《漢和大字典》（三省堂・1903年）按熟語末尾的漢字立條目。
中國古代就有將漢字按部首分類記載的書，稱為「字書」。日本仿照中國，在平安時代創作了日本最早的漢字字書《篆隸萬象名義》、《新撰字鏡》，這些「字書」基本不收熟語。與此不同，現代日本的漢和辞典收錄了熟語，亦附有音訓索引。
漢和辞典按功能分大致有2種，一種主要用於閱讀理解漢文（文言文），另一種主要用於理解現代日本語的漢字、漢語。前者收錄的用例以漢文居多，較多訓讀文及現代語譯；後者幾乎不收漢文，而收錄明治以來出現的和製漢語。前者的買家主要是高校生（相當於高中生）、大学生，後者的主要是小學生、中學生（相當於初中生），對漢文閱讀理解沒有特別需求的普通人傾向於購買後者。
漢和辭典收錄字数參差不齊，面向小學生的基本上覆蓋了2000-3000個常用漢字、人名用漢字，為了易學，其中也收錄了不少關於漢字構成的冷知識，又由於主要是為了学習漢字，其標題一般傾向於漢字辞典而非漢和辞典。面向中學生（初中生）以上的一般收6000-10000字，包括不少表外漢字。而主要用於閱讀理解漢文的漢和辭典通常會收錄1万個以上的漢字。

## 構成

### 字頭
字頭、單字在日本叫作，字体參考傳統的康熙字典體，常用漢字優先使用新字體，併收傳統的舊字体。異体字細分為「俗字」「略字」「古字」，有些辭典還兼收「甲骨文」「金文」「篆文」等多種古文字。
常用漢字和人名用漢字以文字色、括弧種類等與其他漢字區分。也有漢和辞典會細分教育漢字和其他常用漢字。另外，許多辭典會標出「国字」（和製漢字）。

### 單字排列
漢和辞典的字頭按部首筆畫數排列。例如，漢字和（中文裏是「冰」的異體字）二字同屬於「水部」。部首「水」4画，在整個辞典中位於4画的位置。其次看部外筆畫排列漢字，漢字「水」為部首「水」加0畫，位於「水部」的開頭，而字是部首「水」加1畫，在「水部」中按1畫排。

### 單字解說
單字（親字）下有以下解說：
- （總畫數） - 部分辞書無此項。
- （部外筆畫） - 為了方便檢索，通常會標出。
- （音讀、訓讀） - 標明每個字通用的「字音」「字訓」。常用漢字標明常用音訓。有的辭典會把音讀發音細分成漢音、吳音、唐音、慣用音。部分辭典亦收用於人名的讀法。
- ：文字的意思
- ：漢字構成、演變（成り立ち／なりたち）
- ：主要收錄常用漢字及人名用漢字的筆順。
- ：常用詞語
- 字符编码 -有些漢和辞典會標出電腦漢字編碼
  - Unicode
  - JIS編碼
- 其他 - 每個字的漢語拼音、四声、韻、故事成句、難讀地名等附加資訊。

## 主要的漢和辭典
這裏列出的主要是面向中學生及更高文化程度的漢和辭典。其中亦包括已經絕版的。

### 三省堂
擁有的漢和辭典種類數最多，亦經常修訂。
新明解漢和辭典
- 長澤規矩也【編著】　單字12,200　小型

該出版社漢和辞典代表作之一。1974年《新明解漢和辞典》初版刊行，1990年第4版刊行。2012年《新明解現代漢和辞典》刊行後與之併售。與後述的《全譯漢辭海》比較，本辭典重視國語、日常生活。另有桌上版、大字版。現已絕版。
新明解現代漢和辭典
- 影山輝國【編輯主幹】伊藤文生・山田俊雄（日语：山田俊雄）・戶川芳郎【編著】　單字10,700　熟語54,000　小型

2012年1月繼《新明解漢和辞典》之後發行。與《新明解漢和辞典》相比減少了單字数，覆蓋了JIS第1水準至第4水準的漢字，卻增加了300頁左右。部首回歸傳統的康熙部首。繼承了重視國語、面向日常生活的方針。另有大字版。
三省堂漢和辭典
- 長澤規矩也【編著】　單字7,500　小型（初中生～一般）

《例解新漢和辞典》的前身。於1971年發行初版。每頁分四欄。
例解新漢和辭典
- 山田俊雄・戶川芳郎・影山輝國【編著】　單字7,000　熟語35,300　　小型（初中生～一般）

《三省堂漢和辞典》的後繼，1998年發行初版，2012年發行第四版。採用傳統的康熙部首。設置了（熟悉漢字）一欄。
全譯漢辭海
- 戶川芳郎【監修】・佐藤進・濱口富士雄（日语：濱口富士雄）【編】　第四版：單字12,500　熟語80,000

初版於2000年發行，現在有2017年1月第四版(ISBN 978-4-385-14048-3)。為閱讀理解漢文作了優化，記載了幾乎所有熟語的出典。與《新明解漢和辞典》不同，採用傳統部首。除常規的小型版外也發行桌上版(ISBN 978-4-385-14054-4)、小型版(ISBN 978-4-385-14043-8)。
五十音索引漢和辭典
- 沖森卓也（日语：沖森卓也）・三省堂編修所【編】　單字6,300　熟語30,000　小型

新漢和中辭典
- 長澤規矩也【編著】

大明解漢和辭典

### 角川書店
資深辭典出版社之一，創始人角川源義精通漢文学，也專於俳句。雖然步入2000年代後不再進行修訂，但其中不少辭書依然暢銷。發行由角川學藝出版負責。
角川大字源
- 尾崎雄二郎・西岡弘（日语：西岡弘）・山田俊雄（日语：山田俊雄）・都留春雄・山田勝美【編集】　單字12,300　熟語100,000　大型

角川漢和中辭典
- 貝塚茂樹【編】　單字8,000　熟語80,000　中型

中型辞典的先驅之一。1959年刊行。
角川新字源
- 小川環樹・西田太一郎（日语：西田太一郎）・赤塚忠（日语：赤塚忠）【編】　單字10,000　熟語60,000　小型

1968年刊行初版，漢文学習的經典辞書之一。1994年改訂版刊行以後一度停止修訂但多次增印，之後進行全面修訂，於2017年發行「改訂新版」。為該社漢和辞典的主力。
角川最新漢和辞典
- 鈴木修次（日语：鈴木修次）・武部良明・水上静夫【編】　親字5,000　熟語30,000　小型（初中生～一般）

1975年に初版刊行。其改訂版是記載JIS編碼的先驅。新版於1996年改訂刊行。
角川必攜漢和辭典
- 小川環樹【編】　單字8,000　熟語45,000　小型（高校生～一般）

1996年刊行。以高校教科書為基礎資料，精選了單字和熟語。
角川現代漢字語辭典 -五十音索引-
- 阿辻哲次（日语：阿辻哲次）・林原純生・釜谷武志【編集】　小型（一般）

2001年發行。由於電腦開始普及，本辭典標出了漢字的編碼，全面覆蓋JIS第1-4水準的漢字。

### 大修館書店
與語言學密切相關的出版社，以其《大漢和辭典》聞名，還發行了《明鏡国語辞典》等革命性的辞典。
大漢和辭典
- 諸橋轍次【編】　單字48,000　熟語530,000　大型（全20卷）

廣漢和辭典
- 諸橋轍次・鎌田正・米山寅太郎【著】　單字20,000　熟語120,000　大型。

新漢和辭典
- 諸橋轍次・鎌田正・渡邊末吾・米山寅太郎　單字9,000　熟語40,000　小型～大型

1987年刊行。2002年發行大型版。
新漢語林
- 鎌田正・米山寅太郎【著】　單字14,313　熟語50,000　小型

1987年發行《漢語林》，經改訂後於2004年易名《新漢語林》發行。2011年再次改訂。被認為是閱讀理解漢文解的專業書籍。
大修館漢語新辭典
- 鎌田正・米山寅太郎【著】　單字12,200　熟語45,000　小型

2001年刊行。由《漢語林》編者編寫，主要着眼於漢文学習，與《漢語林》比較偏向於初中、高中生及普通人群。
大修館現代漢和辞典
- 木村秀次・黑澤弘光【著】　單字7,500　熟語25,000　小型

1996年初版刊行。兼顧日常和漢文学習。其特色是熟語的五十音順索引。

### 学研教育出版
與三省堂齊名的巨頭之一，亦經常修訂。
漢字源
- 藤堂明保・松本昭・竹田晃・加納喜光【編】　單字17,000　熟語88,000　小型

1998年發行初版，2002年改訂新版，此後頻頻繁進行改訂，直到2010年已是第五版。在同類書籍中收字最多。
學研漢和大字典　
- 藤堂明保【編】　單字11,000　中型

單行本(ISBN 4-05-103503-4/ISBN 978-4-05-103503-7)及桌上版(ISBN 978-4-05-103504-4)於1998年1月8日發行。
學研新漢和大字典　
- 藤堂明保・加納喜光【編】　單字20,000　熟語120,000　中型

屬《學研漢和大字典》延續版。普及版(ISBN 4-05-300082-3/ISBN 978-405300082-8)及桌上版(ISBN 4-05-300083-1/ISBN 978-4-05-300083-5)於2005年5月20日年發行。
學研現代標準漢和辭典
- 藤堂明保・加納喜光【編】　單字7,550　熟語25,000　小型（初中生～一般）

前身是面向中學生的，1995年刊行，收錄字数3,700。2001年初版刊行，收錄字数倍增，2011年改訂發行第2版。標題和排版與《漢字源》類似，二色印刷，有插圖。

### 小學館
主要面向小学生的出版社，也是發行《新選漢和辞典》的先驅。
新選漢和辭典
- 小林信明【編】　單字15,400　熟語64,000　小型

1963年刊行初版，有較長的歷史，是一般向的小型漢和辞典中的暢銷書。後來多次改訂，於2011年發行了第八版。改訂新版（第二版）開始記綠記漢語倂音，新版（第三版）開始包括中文简化字及科學用漢字。
現代漢語例解辭典
- 林大【監修】　單字9,700　熟語50,000　小型

與《新選漢和辞典》相比，主要以應試和學習為目的編纂。1992年刊行初版，此後採用二色印刷，於2000年發行改訂二版。

- 加納喜光【著】 單字7,300　袖珍

現時為數不多的口袋漢和辞典。

### 旺文社
专于编纂应试、学習用辞典，亦发行了不少专业辞典。
旺文社漢和辭典
- 赤塚忠　單字9,000　熟語48,000　小型

《漢字典》的前身。1964年刊行初版，1990年刊行第四版。採用二色刷，易於閱讀，因而長期暢銷、現有再版。每頁分為四欄。
漢字典
- 小和田顯 遠藤哲夫　伊東倫厚　單字10,000　熟語46,000　小型

為與競爭者的專業小型漢和辭典抗衡，於1999年刊行初版。2006年改訂，2011年刊行新裝版，是該社經典的漢和辭典。注重解讀漢文，兼顧日常方面。
漢和中辭典
- 赤塚忠　阿部吉雄【編】　單字11,000　熟語62,000　中型

1977年刊行。純以漢文学習為目的的專業中型辞典。
旺文社標準漢和辭典
- 遠藤哲夫・小和田顯・大島晃【編】　單字6,000　熟語40,000　（初中生～一般）

1968年刊行初版，是初中生向的先驅。2011年刊行的第六版大幅增加了單字数。

### ベネッセコーポレーション
- 石川忠久・小和田顕・遠藤哲夫 【編】　單字8,000　熟語50,000

1990年刊行。今已絕版（該社網站上已經無法確認出版資訊）。每頁四欄。

- 新田大作・福井文雅【著】　單字4,600　熟語28,000　（初中生～高中生）　小型

1991年初版刊行。面向初高中生的学習，也適合漢檢。五味太郎負責插繪。

### 岩波書店
- 山口明穂・竹田晃【編】　單字11,800　熟語36,000　小型。

前身是1985年刊行的。1994年刊行初版。2000年刊行第二版。該社的辞典編集部參與編纂，其內容相比漢文，更重視国語中的熟語。

### 講談社
- 編著：上田万年、岡田正之、飯島忠夫、榮田猛豬、飯田傳一 單字21,094　熟語110,000　大型

由同公司出版的漢和辭典。自戰爭結束後，首次以「大字典」爲本作全面修訂。普及版和特裝版分別在1992及1993年發行。

- 編：竹田晃、坂梨隆三 單字14,000　熟語44,000　小型

以五十音排序的漢和辭典、是同類書籍中包含最多單字。

### 清水書院
發行以實用為目的漢和辞典。
- 山岸徳平【編】　單字4,200　熟語30,000　文庫版

文庫本尺寸，方便攜帶和桌上使用。編纂面向實用目的，省略了解字部分。1988年刊行初版。

- 石川忠久・三谷栄一【編】　單字5,000　熟語40,000　小型

出於實用目的編纂，省略了解字。初版於1985年刊行，第五版於1997年刊行，但目前已絕版（無法從公司網站確認）。

### 平凡社
因白川静的著作而知名。
- 白川静【著】　單字9,500　熟語220,000　大型。

被視為白川静的集大成。列出的熟語數量眾多，而且在釋義方面也較為知名。

- 白川静【著】　單字6,800　大型

- 白川静【著】　單字1,880　大型

### 新潮社
- 新潮社【編】　單字15,375　熟語47,000　大型

重視国語、日常語。熟語用例多採用近現代文学，有濃厚的国語辞典色彩。

### 明治書院
新釋漢和辭典
- 吉田賢抗【著】　單字6,600　熟語36,000　小型（新書判）

1969年發行初版，至2000年已發行改訂第12版，在漢文解讀方面知名。著者吉田也出版了同社的系列。

### 集英社
新修漢和廣辭典　
- 宇野精一【編】　單字9,200　熟語24,000　三六判

1987年刊行。日常、實務、學習用。為便於攜帶採用了三六判尺寸。

### 日本漢字能力檢定協會
漢檢漢字辭典
- 宇野精一【監修】・日本漢字教育振興会【編】　單字6,300　熟語42,000

為漢檢而設計的漢字辞典，沒有漢文学要素。對於日常應用的考慮不多，採用了楷書。

### 博友社
新修漢和大辞典
- 小柳司気太【著】　單字10,800　熟語80,000　中型。

1932年刊行初版，此後增印了150次以上，是漢和辞典中的名著。2000年刊行增補版，改掉了旧字体，但依然保持傳統的活字印刷排版。此外，小柳是富山房出版的《詳解漢和大辞典》的編者之一。

### 富山房
- 服部宇之吉・小柳司気太【著】　大型。

頗具歷史的漢和辞典之一，1916年刊行以来已經增印1000次以上。現已絕版，但依然有不少擁躉。

### 小學生程度的漢字辭典
小学生を対象に、小学校で履修する教育漢字と中学校で履修する常用漢字（狭義の意味で。広義での常用漢字は教育漢字を包含する）を部首別に漢字を分類し、個々の漢字に対して、字意、関連熟語、その他筆順や書き方の注意などを記載した辞書である。かつては、常用漢字1945字（当時）のみを収載したものが主流であったが、近年は常用漢字外の漢字（主に人名用漢字）を補完するものが主となっている。その他特色としては、新字体での配列を基本としており、部首索引において、艸部（6画→3画）、邑部（7画→3画）、阜部（8画→3画）などの配列が偏旁に合わせたものとなっている。
また、近年の特色としては小学生向け国語辞典とともに紙質の改善が挙げられ、独自の紙を開発したり、合成樹脂を採用したりすることが多くなった。これは、軽量化やページのめくりやすさと共に、深谷圭助が提唱した辞書引き学習法の普及にも関係しており、従来の製本や紙質では多量の付箋貼付に耐えられなかったため耐久性の強化も理由の一つである。その他、低学年でも読めるように総ルビが常識化しているほか、故事成語や同訓異字の使い分けなど、コラム、補足が充実している。
主な小学生向け漢字辞典
- チャレンジ小学漢字辞典　湊吉正【著】　ベネッセコーポレーション　親字2998字（常用・人名）

福武書店時代から同名タイトルで1985年に初版刊行。2013年現在第五版。コラムに注力しているほか、爪に部首見出しを記載するなど見やすさを追求。
- 例解小学漢字辞典　林四郎 大村はま【監修】　三省堂　親字3000字（常用・人名・表外）

1977年に『学習漢字辞典』として刊行。1998年に現タイトルに改め、2013年現在第四版。字意ごとに熟語を分類。また、類書で唯一JISコード記載がある。
- 例解学習漢字辞典　藤堂明保【著】　小学館　親字3000字（常用・人名・表外）　（ドラえもんをタイアップしたバージョンもある）

1972年に初版刊行以来、2013年現在第七版を数える最古参の一つ。収録熟語の多さを売りとしており、第七版は25,000語を超える。また、類書に先駆け、柱部分に部首一覧を設けた。
- 新レインボー小学漢字辞典　加納喜光【監修・編集】　学研　親字約3000字（常用・人名）

古くは『学研小学漢字辞典』として1980年に刊行。1996年に『レインボー小学漢字辞典』、更に改訂後は”新”を冠するようになり、2013年現在改訂第四版。前身から数えると改訂は7回以上に及ぶ。類書と比較するとイラストを多用、コラムにも注力している。また、類書に先駆けて、総ルビを行っている。
- 旺文社小学漢字新辞典　尾上兼英【監修】　旺文社　親字3200字（常用・人名・表外）

1987年に初版刊行、2013年現在第四版。常用漢字外の漢字を積極的に採用するなど、類書最多の収録字数を売りとしている。
- 小学漢字辞典（シグマベスト）　鎌田正 江連隆 青木五郎【監修】　文英堂　親字2998字（常用・人名）

1987年に『くわしい小学漢和辞典（シグマベスト）』として刊行。1996年より現タイトルに改める。2013年現在第四版。類書で最も軽量かつ最小容積（頁数が少ないわけではない）。文字のなりたちに詳しいほか、常用漢字全てに画数表記（20画まで省略なし）がある。
- 下村式小学学習漢字辞典　下村昇【著・編集】　偕成社　親字2136字（常用漢字のみ）

その他、くもん出版が教育漢字1006字のみを対象とした『小学漢字字典』を発行しているほか、光村図書出版、教育同人社が学校教材として販売を行っており、光村版は一般書店にも販売ルートを持つ。
- 小学漢字新辞典　甲斐睦朗 【監修】光村図書出版 親字2136字（巻末に人名用漢字一覧）

前身は『光村漢字学習辞典』で、1997年の刊行。小学校の国語学習と関連させ、重要な熟語は見出しを大きくしている。
また、かつては講談社からも『学習新漢字辞典』が定期的に発行されていたが、1998年11月を最後に改訂は行っておらず、2010年以降の改訂常用漢字表対応のものは存在しない（但し、2013年2月時点でも購入可能となっている）。その他、2003年に教材大手の日本標準が『小学漢字学習辞典』を、1985年には角川書店が『最新小学漢字辞典』を（1988年に改訂後、絶版。現在、同社は小学生向け辞書からは撤退している）、1975年まで誠文堂新光社が『小学生の漢字辞典』を刊行していたことがある。
また、これらは国語辞典と対になっており、セット販売を行っているものがある。